# Cotxa de coroneta blanca
La cotxa de coroneta blanca (Phoenicurus leucocephalus) és una espècie d'ocell de la família dels muscicàpids (Muscicapidae) Es troba al subcontinent indi, el Sud-est asiàtic i certes regions de l'Àsia central. El seu hàbitat natural són els rierols i rius d'aigües ràides. El seu estat de conservació es considera de risc mínim.